# De grote kleine kapitein
De grote kleine kapitein is een Nederlandstalige verzamelbundel van drie jeugdromans over de kleine kapitein, geschreven door Paul Biegel en postuum uitgegeven in 2007 bij Uitgeverij Holland in Haarlem. De eerste editie werd geïllustreerd door Carl Hollander. De bundel bevat de verhalen De kleine kapitein (1970), De kleine kapitein in het land van Waan en Wijs (1973) en De kleine kapitein en de schat van Schrik en Vreze (1975).